# 小田急集團

小田急集團（日语：小田急グループ）是一家以小田急電鐵為中心的企業集團，包括神奈川中央交通和箱根登山鐵道、江之島電鐵、小田急百貨店、小田急不動產等企業。集團包括100家企業，營業額達5266億7500萬日元。

## 外部連結
- 小田急グループ （页面存档备份，存于） - 小田急電鉄公式サイト内
- 小田急グループインフォメーション的Facebook專頁